# Liste von Bezeichnungen für große Städte
Diese Liste von Bezeichnungen für große Städte stellt die zentralen Merkmale der vielen ähnlichen Begriffe, mit denen große und riesige Städte bezeichnet werden, vergleichend nebeneinander.

## Kriterien
Die Begriffe unterscheiden sich voneinander durch drei Kriterien:
- Einwohnerzahl
- Anzahl der Städte (nur Kernstadt vs. mit Vororten vs. mehrere Kernstädte)
- Bebauungsdichte/Bevölkerungsdichte

## Einzelne Stadt

### Nach Einwohnerzahl
| Bezeichnung    | Merkmale                                          | Einwohnerzahl | Beispiele |
| -------------- | ------------------------------------------------- | --- | --- |
| Stadt          | größere Siedlung; Oberbegriff für alle Stadttypen | je nach Land: Deutschland ohne Beschränkung (jedoch nur nach Verleihung der Stadtrechte) Österreich/Schweiz > 10.000 Ew. oder nach Verleihung der Stadtrechte Japan > 50.000 Ew. Niederlande historisch, oft nur ein Teil einer Gemeinde | Amstetten, Bautzen, Brixen, Chur, Emden, Freising, Gernsbach, Greifswald, Husum, Kleve, Krems an der Donau, Lübbecke, Montabaur, Salzwedel, Sankt Vith, Schortens, Speyer, Weimar |
| Großstadt      | Einwohnerzahl                                     | > 100.000 Ew. | Bozen, Bratislava, Dortmund, Genf, Graz, Heidelberg, Leipzig, Neapel, Oldenburg (Oldb), Nizza, Rostock, Salzburg, Stettin, Zürich                                                 |
| Millionenstadt | Einwohnerzahl                                     | > 1.000.000 Ew. | Berlin, Belgrad, Budapest, Chicago, Hamburg, Köln, München, Prag, Warschau, Wien                                                                                                  |
| Megastadt      | Einwohnerzahl                                     | je nach Definition > 5.000.000 Ew. oder > 10.000.000 Ew. (im Ballungsraum) | Istanbul, London, Moskau |
| Metastadt      | Einwohnerzahl                                     | > 20.000.000 Ew. (im Ballungsraum) | Chongqing, New York, Sudogwon, São Paulo, Shanghai, Region Tokio-Yokohama |

### Nach Bedeutung
| Bezeichnung | Merkmale | Einwohnerzahl                                                               | Beispiele |
| ----------- | --- | --------------------------------------------------------------------------- | --- |
| Oberzentrum | Versorgungsfunktion für einen großen Einzugsbereich (größer als bei Mittelzentrum) mit Gütern des spezifischen Bedarfs        | in dünn besiedelten Regionen ab 40.000 Ew., sonst ab etwa 100.000 Ew.       | Darmstadt, Jena, Hof (Saale), Kempten (Allgäu), Konstanz, Lübeck, Siegen, St. Pölten                         |
| Regiopole   | regionale Bedeutung in Politik, Kultur oder Wirtschaft in metropolfernen Regionen                                             | oft 150.000 bis 500.000 Ew., manchmal auch nur 100.000 Ew. in der Kernstadt | Bielefeld, Brünn, Cluj, Erfurt, Freiburg im Breisgau, Graz, Palma, Rostock, Saarbrücken                      |
| Metropole   | regionale Bedeutung in Politik, Kultur oder Wirtschaft                                                                        | oft > 1.000.000 Ew.                                                         | Atlanta, Düsseldorf, Hamburg, Kairo, Leipzig, München, Nürnberg, Oslo, Rom                                   |
| Primatstadt | Großstadt von singulär herausragender nationaler Bedeutung                                                                    | oft > 1.000.000 Ew.                                                         | Asunción, Bangkok, Buenos Aires, Dublin, Kampala, Lagos, Reykjavík, Seoul, Ulaanbaatar, Wien                 |
| Weltstadt   | weltweite Bedeutung in Geschichte, Politik, Kultur, Wirtschaft etc.                                                           | oft > 1.000.000 Ew.                                                         | Barcelona, Berlin, Lissabon, Luxemburg, San Francisco, Washington, D.C., Wien, Zürich                        |
| Global City | weltweite Bedeutung im Finanzmarkt, Bankwesen, sowie durch Transnationale Konzerne und unternehmensnahe Dienstleistungen etc. | oft > 1.000.000 Ew.                                                         | Amsterdam, Frankfurt am Main, Hongkong, London, Los Angeles, Mailand, New York City, Paris, Singapur, Sydney |

## Stadtverbund
| Bezeichnung                                                     | Merkmale | Einwohnerzahl            | Beispiele                          |
| --------------------------------------------------------------- | --- | ------------------------ | ---------------------------------- |
| Agglomeration = Ballungsgebiet = Stadtregion = Verdichtungsraum | Eine oder mehrere Kernstädte mit ihren direkt angrenzenden Vororten; hohe Bevölkerungsdichte.                      | –                        | Bielefeld/Herford, Los Angeles     |
| Metropolregion                                                  | Ballungsgebiet einer Großstadt oder mehrerer in der Nähe liegender Großstädte einschließlich ländlicher Ausläufer. | meist > 200.000 Ew.      | Bozen, Rhein-Neckar-Dreieck        |
| Megaplex = Metroplex = Metropolkomplex                          | Metropolregion mit mehr als 5 Mio. Ew. (unabhängig von Ew-Zahl der einzelnen Großstädte).                          | > 5.000.000 Ew.          | Paris, Randstad, Rhein-Ruhr, Tokio |
| Megalopolis                                                     | Stadtband oder -landschaft, welches aus mehreren, nah beieinander liegenden Ballungsräumen besteht.                | mehrere 10 Millionen Ew. | Blaue Banane, Boswash, Taiheiyō    |